# Parte (documento)
Un parte es un tipo de documentos o comunicados oficiales, especialmente los disciplinarios o sancionadores (de donde viene la expresión dar parte como sinónimo de denunciar, al iniciar un procedimiento de ese tipo), los médicos (parte médico de un enfermo de condición notoria, o de las víctimas de un accidente o una catástrofe) y de las autoridades militares en caso de guerra (parte de bajas, parte de guerra), que tuvieron un desarrollo especial durante la guerra civil española. Véase por ejemplo, el Último Parte de la Guerra Civil Española (1 de abril de 1939). Durante el franquismo (1939-1975), todas las emisoras de radio, incluso las privadas, debían conectar con Radio Nacional de España para ofrecer las noticias, que no se les permitía dar por su cuenta. La alternativa para los radiooyentes era sintonizar clandestinamente radios que emitían desde el extranjero, principalmente Radio España Independiente, denominada coloquialmente la Pirenaica y controlada por el Partido Comunista de España. Para el caso de la televisión, al no existir otra que Televisión Española, tampoco había lugar a diferencias. En las salas de cine era obligatoria la proyección del NO-DO antes de cada pase de las películas. A esos noticiarios oficiales, especialmente los de radio y televisión, se les llamaba popularmente parte, con independencia del nombre que llevaran (Diario hablado, Telediario, etc.). Actualmente la acepción de parte como noticiario está cayendo en desuso, a excepción de su aplicación a un caso de noticiario especializado, como es el parte meteorológico.
- Datos: Q6063830